# Alochera flavipes
Alochera flavipes là một loài tò vò trong họ Ichneumonidae.